# Bizzie Høyer
Jacobine (Bizzie) Severine Henriette Høyer, född 26 mars 1888 i Frederiksberg, död 10 maj 1971 i Frederiksberg, var en dansk målare och målerilärare.
Bizzie Høyers föräldrar var handelsträdgårdsmästaren Hector Frederik Janson Estrup Høyer och Dora Kirstine Hansen. Hon studerade på Emilie Mundts och Marie Luplaus Malerskole och därefter 1904–1909 på Kunstakademiet. Senare studerade hon på Dekorationskolen för Einar Utzon-Frank 1922–1924.
Hon målade i impressionistisk stil och gjorde också en hel del dekorationsarbete med olika tekniker, såsom plastiskt broderi och utsmyckning i trä.
Bizzie Høyer drev en konstskola i Köpenhamn. Bland hennes elever kan nämnas Ejler Bille, Ruth Smith och Richard Mortensen. Hon fick Eckersbergmedaljen 1947.
Hon förblev ogift.